# Ollers (Vilademuls)
Ollers és un poble disseminat del municipi de Vilademuls, ubicat a la capçalera del Remiol o Remirol, un afluent del Fluvià.
Va formar part de baronia de Vilademuls i de l'antic comtat de Besalú.
La cita més antiga que existeix és del 1017 i es troba en una butlla del papa Benet VIII, que l'anomena villa de Ollers, la grafia llatina era Ollariis, que és la traducció del català Ollers o Olers.
L'església de Sant Martí d'Ollers, de la qual depèn la de Santa Caterina de Fontcoberta, està esmentada el 1017. El 1698 era una batllia amb Vilavenut, i era del comte de Peralada.
A prop del nucli del poble hi ha també l'ermita barroca de Sant Sebastià.
Entre 1730 i 1781 fou rector de la parròquia el pedagog Baldiri Reixac.